# 이와도노 산성

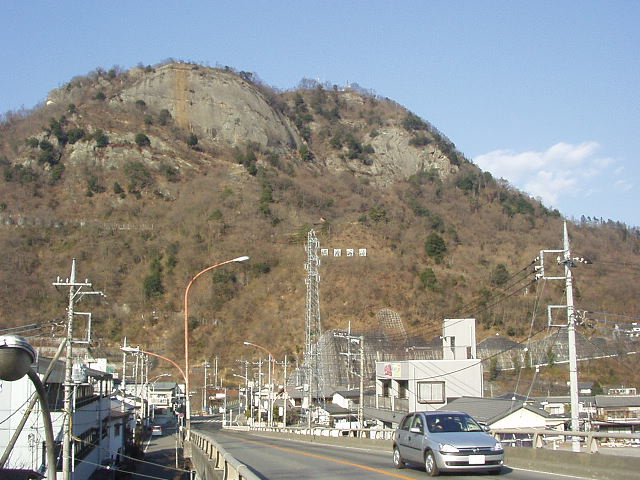
이와도노 산

이와도노 산성(일본어: 岩殿山城 이와도노야마조[*])은 야마나시현 오쓰키시 니기오카 정에 있는 높이 634m의 이와도노 산에 축조된 연곽식 산성이다. 센고쿠 시대에는 오야마다 가문의 거성이었으며, 견성으로 알려져 있다. 야마나시 현 지정 사적이다.

## 개요
동서로 길게 뻗어 있는 바위산 그대로 성으로 조성해 험준한 지형을 이용했다. 성의 남쪽은 대부분이 절벽이며, 북쪽도 이에 못지않은 급경사를 이루고 있다. 성의 동쪽과 서쪽에서 접근이 가능하지만, 좁은 길을 지나지 않으면 안된다. 이런 탓에 성의 주요 시설도 여느 성과 달리 적게 둘 수밖에 없다. 성 주위에는 마을과 무가 저택을 두었을 것으로 보고 있다. 현재 성의 유구로는 구루와의 흔적과 성 주위를 판 구덩이(해자)의 흔적을 찾을 수 있다.

## 역사
헤이안 시대 ~ 가마쿠라 시대
이와도노 산에는 9세기 말 천태종 사찰 엔쓰지(円通寺)가 창건되었다고 한다. 13세기에 들어서면 수행사찰로 번영하였다.
센고쿠 시대 ~ 아즈치모모야마 시대
성의 축성년대에 관해서는 1530년대 무렵 가이 다케다 가문의 일족으로 대우받는 오야마다 가문이 했을 것으로 보고 있다. 이와도노 산성이 있는 오쓰키 지역은 무사시 국 등 간토 지방으로 가는 길목에 위치해, 고후 분지와 다른 지역적 특징을 가지고 있다. 오야마다 가문은 가이 슈고 다케다 가문에 대항하지만, 1509년 다케다 가문에 종속했다. 이후, 군사적으로 다케다 가문이 사가미의 호조 가문과 스루가의 이마가와 가문, 무사시의 우에스기 가문이 다스리는 지역에 인접한 오쓰키 지역은 주요 거점으로 부상하였다.
1582년 오다 노부타다가 이끄는 다케다 정벌군이 가이로 침공했을 때, 오야마다 노부시게는 오다 측으로 이반했고, 이와도노 산성으로 피신하려던 다케다 가문의 당주 다케다 가쓰요리는 오쓰키 지역에 발을 들이지 못한 채, 덴모쿠 산에서 죽음을 맞이했다. 이후 오야마다 노부시게는 주군을 배신한 장수로 오명을 간직한 채 오다 노부나가에 의해 처형되었다.
에도 시대
에도에 무가 정권을 수립한 도쿠가와 이에야스는 유사시, 에도에서 고후로 퇴거할 것을 상정해, 이와도노 산성은 요새로서의 기능을 유지했었다.

## 관광
교통
- JR 동일본·후지 급행 오쓰키역에서 하차, 도보로 20 ~ 30분 소요.

주변 문화시설 및 관광명소
- 마기 온천
- 사루하시 - 목교(木橋)

## 같이 보기
- 다케다 가쓰요리
- 오야마다 노부시게
- 군나이 지방